# 3312 Pedersen
3312 Pedersen је астероид главног астероидног појаса чија средња удаљеност од Сунца износи 3,002 астрономских јединица (АЈ).
Апсолутна магнитуда астероида је 11,4.